# 摩擦性失業
摩擦性失業（frictional unemployment）是指當人們放棄原來的職業再尋找新的工作，可能需要花費一段時間而出現的失業狀況。因就業市場的資訊不流通，可能使得一些企業未能在短期內找到適合的勞工，而勞工也未能在這段時間找到工作，於是造成短期的失業現象。
現代社會中還有另一種摩擦性失業問題，擁有高學歷的人士不一定能找到符合自己喜好的工作，也不願意投身低階勞動市場工作，造成不屈不就的窘境。此類失業屬於自願型失業，並非被裁員造成的非自願型失業。這種失業往往帶來一些社會問題，如隱蔽青年、雙失中年（失業和失婚）、增加政府開支等。